# Jonas Schödén
Jonas Erik Olofsson Schödén (i riksdagen kallad Schödén i Backe) , född 12 november 1853 i Fjällsjö församling, Västernorrlands län, död där 20 april 1914, var en svensk lantbrukare och riksdagsman (högern).
Schödén var ledamot av andra kammaren mandatperioden 1891–1896, invald i Ångermanlands västra domsagas valkrets. Han tillhörde från 1911 till sin död första kammaren.